# Kimochrysa impar
Kimochrysa impar är en insektsart som beskrevs av Bo Tjeder 1966. Kimochrysa impar ingår i släktet Kimochrysa och familjen guldögonsländor. Inga underarter finns listade i Catalogue of Life.